# Walter Santesso
Walter Santesso (Padua, Italia, 21 de febrero de 1931 - Ibidem, 20 de enero de 2008) fue un actor y director de cine italiano. 
Su papel más famoso en el cine, fue en la célebre película de Federico Fellini, La Dolce Vita (1960); en donde interpretó a «Paparazzo»; un fotógrafo sensacionalista inescrupuloso y cuyo nombre, surgiría la etimología y posterior sinónimo para los periodistas de celebridades, denominados Paparazzis.

## Filmografía
- L'ultima sentenza (1951)
- Serenata amara (1952)
- I cinque dell'Adamello (1954)
- Allegro squadrone (1954)
- Canzone d'amore (1954)
- Il suo più grande amore (1956)
- Classe di ferro (1957)
- El Alamein (1957)
- Il cielo brucia (1957)
- Caporale di giornata (1958)
- Promesse di marinaio (1958)
- Avventura a Capri (1958)
- Il mattatore (1959)
- Gambe d'oro (1958)
- Madri pericolose (1960)
- Schiave bianche (1960)
- La dolce vita (1960)
- L'urlo dei bolidi (1961)
- Scano boa (1961)
- Spedizione punitiva' (1962)
- L'omicida (1962)
- Eroe vagabondo (1966)
- Mercanti di vergini (1967)
- L'importanza di avere un cavallo (1968)
- La carica delle patate (1978)
- Il cane e il gatto  (1984)
- Il volo di Teo (1991)